# Termo
Termo (gr. Θέρμο) – miejscowość w Grecji, w administracji zdecentralizowanej Peloponez, Grecja Zachodnia i Wyspy Jońskie, w regionie Grecja Zachodnia, w jednostce regionalnej Etolia-Akarnania. Siedziba gminy Termo. W 2011 roku liczyła 1716 mieszkańców.